# 大きな玉ねぎの下で (映画)
『大きな玉ねぎの下で』（おおきなたまねぎのしたで）は、2025年2月7日に公開された日本映画。監督は草野翔吾、主演は神尾楓珠と桜田ひより。
爆風スランプの楽曲「大きな玉ねぎの下で」をモチーフに、手紙やノートでのやり取りを通して、顔も知らない相手への恋心と、令和と平成を舞台に2つの恋が交錯していく姿が描かれる。
楽曲・映画のタイトルにある「大きな玉ねぎ」は、日本武道館の屋根の上の擬宝珠を指している。

## あらすじ
大学4年生の男子・堤丈流と看護学生の女子・村越美優は、「Double」という名前の店で夜間のバーと昼間のカフェに分かれて働いている。2人は既に顔見知りで、互いに反発さえしているが、同じ店で働いていることには気づいていない。
店に置かれた業務連絡用の管理ノートを通じて連絡しているうちに、趣味や好きなアーティスト、悩みも書き込むようになるなど少しずつ気を許し、好意を持ち始める。そして、丈流は相手の女性を勘違いしたまま、武道館でのA-riの初ライブに誘おうとする。
一方、あるラジオ番組では35年前の平成初期、高校生の時のペンフレンドとの恋、写真でしか顔を知らないけれど好きな人と武道館で初めて会う約束をした話が放送される。

## キャスト

### 主要人物
堤丈流（つつみ たける）
演 - 神尾楓珠
大学4年生。就活生だが、将来に希望が持てない。夜はバーとなる「Double」で働いている。
連絡用の「Double管理ノート」を通じて、美優とやり取りするが、最初は気付かず相手を沙紀と勘違いする。
村越美優（むらこし みゆ）
演 - 桜田ひより
看護学生。自分の夢に向かって真っ直ぐ頑張っている。昼間はカフェとなる「Double」で働いている。

### 「もう1つの恋」の関連人物 (1988 - 1989年)
池尻今日子（いけじり きょうこ）
演 - 伊東蒼
秩父に住む高校生。病気で辛い日々を過ごしながらも、ペンフレンドに淡い想いを寄せる。
堤虎太郎（つつみ こたろう）
演 - 藤原大祐
三浦に住む高校生。親友の大樹の頼みで今日子への手紙を代筆するうちに彼女に恋してしまう。
府川大樹（ふかわ たいじゅ）
演 - 窪塚愛流
虎太郎の親友。虎太郎と同じ放送部に所属する。
谷崎明日香（たにざき あすか）
演 - 瀧七海
今日子の親友。ヤンキー少女。今日子のことを細やかに気遣い支える。今日子に自分の名前と写真で文通を勧める。

### 丈流と美優の関係者（2024年）
篠田沙紀
演 - 山本美月
美優が働くカフェ「Double」の先輩。美優を温かく見守る。
喜一
演 - 中川大輔
丈流の大学の友人。居酒屋で急性アルコール中毒で倒れ込み、応急処置をしてくれた美優を命の恩人と思っている。
小柴
演 - 伊藤あさひ
丈流や喜一の友人。
真子
演 - 秋谷百音
美優の友人。
重田
演 - 休日課長
丈流が働くバー「Double」店長。
望月
演 - 和田正人
ベンチャー企業社長。バー「Double」に来店し、丈流のことを気に入る。
丈流の母
演 - 西田尚美
病弱ながらも丈流を優しく見守る母。
丈流の父
演 - 原田泰造
体の弱い妻を支える真面目で優しい父。丈流の決断を後押しする。

### その他
Taiju（タイジュ）
演 - 江口洋介
丈流と美優の共通の話題となるラジオ番組のナビゲーター。
A-ri（アリ）
演 - asmi
人気アーティスト。武道館でのライブを控える。Taijuとともにラジオに出演し、丈流と美優をつなぐキーパーソンとなる。
救急救命士
演 - 飯島直子
丈流と美優の恋のきっかけとなる救急救命士。
サンプラザ中野くん
演 - 本人

## スタッフ
- inspired by 爆風スランプ「大きな玉ねぎの下で」[12]
- 監督 - 草野翔吾
- 脚本 - 髙橋泉[13][14]
- ストーリー原案 - 中村航[13][14]
- 音楽 - 大友良英[13][14]
- 主題歌 - asmi「大きな玉ねぎの下で」（Sony Music Labels Inc.）[9]
- 製作 - 吉村文雄、堤天心、佐竹一美、檜原麻希[13][14]
- プロデューサー - 小杉宝、美濱浪万、宇田川寧、田口雄介、丸山格、江本優作[13][14]
- 撮影 - 小松高志[13][14]
- 照明 - 蒔苗友一郎[13][14]
- 美術 - 金勝浩一[13][14]
- 装飾 - 湯澤幸夫[13][14]
- 録音 - 反町憲人[13][14]
- 音響効果 - 佐藤祥子[13][14]
- 編集 - 相良直一郎[13][14]
- 衣装 - 篠塚奈美、村上利香[13][14]
- キャラクタースーパーバイザー - 橋本申二[13][14]
- ヘアメイク - 山谷友里恵[13][14]
- VFXプロデューサー - 長井由実[13][14]
- キャスティング - 伊藤尚哉[13][14]
- 助監督 - 田中綱一[13][14]
- 制作担当 - 伊藤栄[13][14]
- 選曲 - 長澤佑樹[13][14]
- 宣伝プロデューサー - 河野和孝[14]
- 製作プロダクション - ダブ[14]
- 配給 - 東映[13][14]
- 製作幹事 - 東映、U-NEXT[14]
- 製作 - 映画「大きな玉ねぎの下で」製作委員会（東映、U-NEXT、ダブ、ニッポン放送）[14]

## 関連書籍
- 『大きな玉ねぎの下で 』中村航（2024年8月22日発売、小学館〈単行本〉）[15]、ISBN 978-4-09-386729-0
映画とは異なるストーリーで、もうひとつの約束の物語として描かれる[1][15][注 4]。表紙のイラストはまかろんKによる書き下ろし[1]。
- 『大きな玉ねぎの下で』庭のこころ / 構成 : 小出真朱（『ベツコミ』〈小学館〉10月号から1月号まで4ヶ月連続で掲載された[1][17][18]。）
中村航の小説『大きな玉ねぎの下で 』のコミカライズ。
- 『小説 大きな玉ネギの下で』サンプラザ中野（2007年4月26日発売、講談社文庫）[19]、ISBN 978-4-06-275734-8
モチーフとなった楽曲の作詞者によって書かれた小説。登場人物やストーリーなどは全く異なる。